# CubeSat

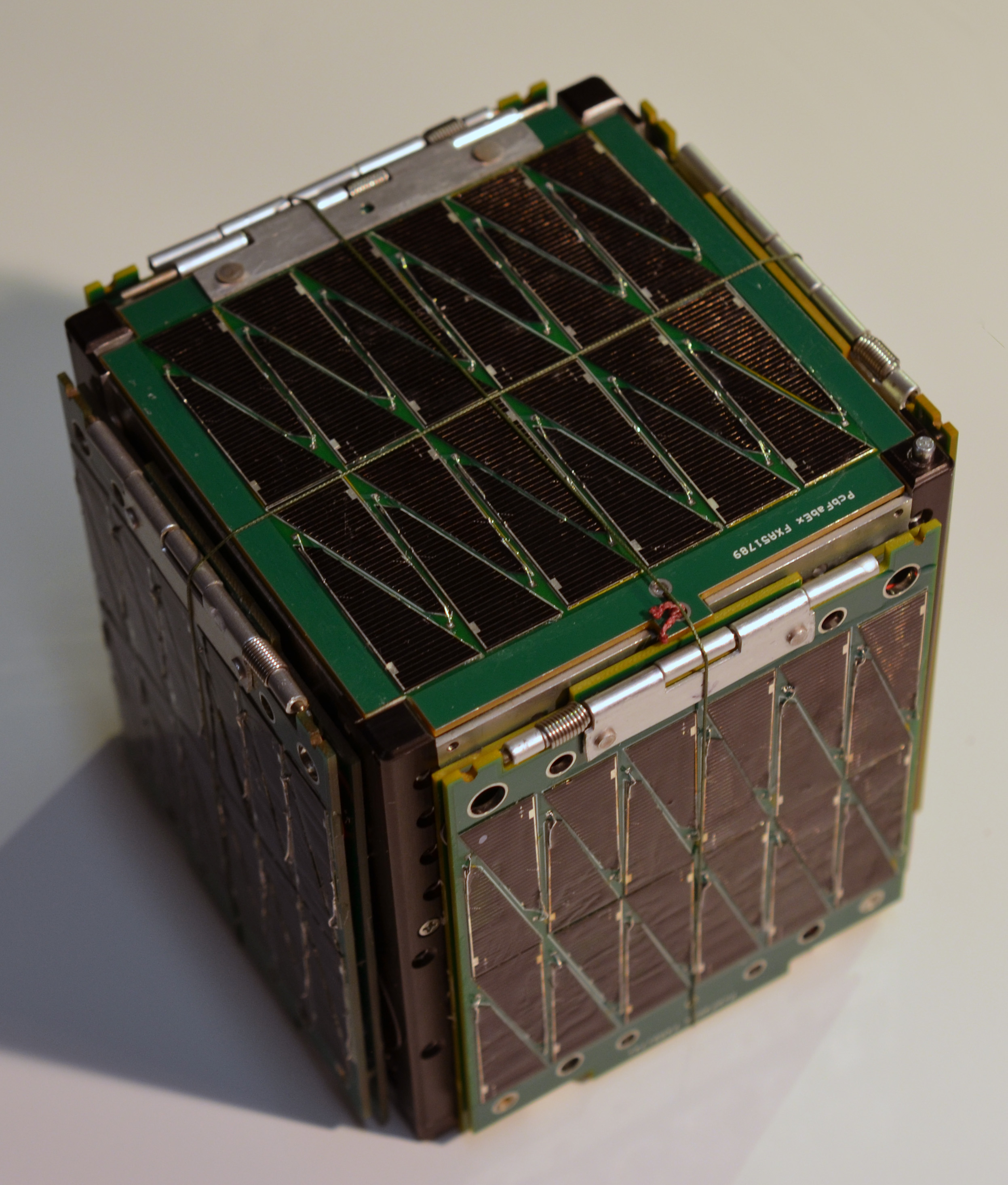
De SkyCube cubesat, ingevouwen

Cubesats zijn nanosatellieten met gestandaardiseerde afmetingen. Zij zijn samengesteld uit één of meerdere kubussen met 10 cm-zijden en een gewicht tot 1,33 kg. De U is de eenheid van volume voor cubesats, het is één zo'n kubus.
De grote meerderheid van de CubeSat-activiteiten behoren tot de categorie van de radioamateurs of de universiteitsprojecten. Zij zijn klein van omvang en sneller in ontwikkeling dan hun grotere zusters. Zij bieden studenten de mogelijkheid praktische ervaring op te doen in het ontwikkelen en testen van ruimtetuigen in reële omstandigheden. 
Er begint ook interesse te komen van professionele zijde en CubeSats beginnen een top trend te worden in de ruimte-activiteiten. In 2018 assisteerden twee CubeSats NASA’s Mars-missie InSight door de telemetrie van de Marslander te ontvangen en naar de Aarde door te sturen waardoor het binnen enkele minuten duidelijk was dat de landing geslaagd was.
Inmiddels zijn er nog kleinere standaardformaten voor satellieten. ThinSats bestaan bijvoorbeeld uit units van 4,5 inch bij 4,5 inch bij 3/4 inch (11,4 cm bij 11,4 cm bij 1,9 cm).

## Lanceermogelijkheden
Om een cubesat in de ruimte te krijgen, moet er ruimte op een raket beschikbaar zijn. Diverse kleine raketten zijn voor dit doeleinde in ontwikkeling bij commerciële ruimtevaartbedrijven als Firefly Aerospace, Astra en Virgin Orbit. Rocket Lab heeft met zijn Electron-raket inmiddels bewezen over orbitale capaciteit te beschikken. 
Een andere manier om CubeSats te lanceren is mee te liften met grotere raketten. Op bijna alle grote draagraketten die de mogelijkheid hebben om naar lage aardbanen te lanceren zijn de afgelopen 10 jaar wel CubeSats mee gegaan. United Launch Alliance biedt sinds 2015 standaard ruimte aan Amerikaanse universiteiten om hun CubeSats mee te liften met de hoofdlading die op hun huidige Atlas V-raket of op de Vulcan die vanaf 2023 de Atlas V moet gaan vervangen wordt gelanceerd. Ook op de eerste vlucht van NASA's Space Launch System (EM1) zullen dertien CubeSats meeliften. Bij SpaceX is onder andere op de bevoorradingsvluchten naar het ISS ruimte voor CubeSats op de Falcon 9-draagraket. 
Soms worden CubeSats in grote aantallen gelanceerd. Op 14 februari 2017 werd een recordaantal van 103 CubeSats op een PSLV-raket van de ISRO als secundaire vracht gelanceerd.
CubeSats worden ook wel eerst naar het ISS vervoerd en van daar door een veersysteem met een relatieve snelheid van 1 tot 2 m/s "weggeschoten". Dit gebeurt met de Japanese Experiment Module Small Satellite Orbital Deployer (J-SSOD) en de Nanoracks CubeSat Deployer. Eind 2020 zal Nanoracks ook de Bishop, een tweede systeem voor het loslaten van CubeSats vanuit het ISS naar het ISS laten lanceren. Ook heeft Nanoracks de mogelijkheid om CubeSats aan de buitenzijde van een Cygnus-ruimtecapsule mee te laten nemen. Deze zal dan na afloop van de bevoorradingsmissie het ISS verlaten en naar de juiste banen vliegen om de CubeSats los te laten.
Naast Nanoracks is ook Spaceflight Industries een belangrijke speler bij het lanceren van CubeSats. Zij boeken ruimte aan boord van raketten en geven technische ondersteuning door bijvoorbeeld hardware voor het wegschieten van CubeSats te leveren. Hun Sherpa-systeem moet in de toekomst tientallen CubeSathouders bevatten en als kickstage naar de juiste banen maneuvreren om CubeSats daar los te laten. De toekomst van de sherpa is echter onduidelijk nadat SpaceX om veiligheidsredenen niet meer met Spaceflight Industies wilde samenwerken.
Een belangrijke eigenschap is dat CubeSats gelanceerd worden in een afgesloten container, waardoor de CubeSat en andere vracht op de raket van elkaar gescheiden zijn en het lanceren van een CubeSat geen additionele risico's voor de overige vracht met zich meebrengt.

## ESA's CubeSat-programma
De educatieve tak van de ESA heeft diverse initiatieven genomen op het vlak van de CubeSats, alle op universitair niveau. Zo zijn er zeven, door studenten gebouwde CubeSats op een Vega-vlucht in 2012 gelanceerd. Verder levert de ESA haar bijdrage aan de testen van de HumSat-D-satellieten en het huidige “Vlieg je eigen satelliet!”-programma.
"Vlieg je eigen satelliet!" is een educatief programma dat universiteitsstudenten helpt een werkende satelliet te bouwen. De bouw verloopt in vier fasen. Elke fase moet de beoordeling van een expert hebben voordat naar de volgende fase overgestapt mag worden.
De vier fasen zijn:
Bouw uw satelliet!In deze fase bouwen de studenten hun satelliet en testen het systeem in een laboratorium.
Test uw satelliet!In deze fase wordt de satelliet in reële omstandigheden getest. Dit wil zeggen, omstandigheden zoals die in de ruimte voorkomen zoals trillingen, vacuüm en temperatuurcondities.
Kaartje naar lancering!In deze fase bereiden de studenten hun satelliet voor op de lancering (Launch Acceptance Review). Dit omvat ook de integratie met de draagraket.
CubeSats in space!In deze fase wordt hun satelliet gelanceerd en doen ze de nodige handelingen om de ruimtemissie te doen slagen. Alleen de perfect geteste en werkende satellieten geraken in deze fase.

## Bekende CubeSats
- MarCO, twee CubeSats (goed bekeken geen satellieten maar ruimtesondes) die de radiosignalen van NASA’s marslander InSight direct na de landing doorstuurden naar de Aarde
- Brik-II, eerste satelliet van de Nederlandse Luchtmacht
- CAPSTONE, demonstratiesatelliet van NASA rond de Maan
- LignoSat, eerste houten satelliet

## Bron
- https://web.archive.org/web/20160204152117/https://techforspace.com/esa-education-programmes/

1. ↑  ULA over CubeSats